# 帕洛尔德雷瓦尔迪特
帕洛尔德雷瓦尔迪特，是西班牙加泰罗尼亚赫罗纳省的一个市镇。总面积18平方公里，总人口379人（2001年），人口密度21人/平方公里。